# Freccia Vallone 1975
La Freccia Vallone 1975, trentanovesima edizione della corsa, si svolse il 17 aprile 1975 per un percorso di 225 km. La vittoria fu appannaggio del belga André Dierickx, che completò il percorso in 5h48'44" precedendo i connazionali Frans Verbeeck e Eddy Merckx.
Al traguardo di Verviers furono 57 i ciclisti, dei 142 partiti dalla medesima località, che portarono a termine la competizione.

## Ordine d'arrivo (Top 10)
| Pos. | Corridore                | Squadra                        | Tempo    |
| ---- | ------------------------ | ------------------------------ | -------- |
| 1    | André Dierickx           | Rokado                         | 5h48'44" |
| 2    | Frans Verbeeck           | Maes Pils-Watney               | s.t.     |
| 3    | Eddy Merckx              | Molteni                        | s.t.     |
| 4    | Freddy Maertens          | Carpenter-Confortluxe-Flandria | a 1'39"  |
| 5    | Jean-Pierre Danguillaume | Peugeot-BP-Michelin            | s.t.     |
| 6    | Gerrie Knetemann         | Gan-Mercier-Hutchinson         | a 1'51"  |
| 7    | Ferdinand Bracke         | TI-Raleigh                     | s.t.     |
| 8    | Joop Zoetemelk           | Gan-Mercier-Hutchinson         | a 2'29"  |
| 9    | Roger De Vlaeminck       | Brooklyn                       | s.t.     |
| 10   | Walter Planckaert        | Maes Pils-Watney               | a 7'02"  |